# Osoi (gmina Sinesti)
Osoi – wieś w Rumunii, w okręgu Jassy, w gminie Sinești. W 2011 roku liczyła 1153 mieszkańców.